# 酩酊天使
《酩酊天使》（日语：醉いどれ天使）也譯作《泥醉天使》，乃日本知名導演黑澤明在1948年執導的電影。這部電影曾獲得電影旬報十佳獎最佳日本影片、每日電影獎日本電影大獎等獎項。

## 劇情提要
第二次世界大戰戰敗後，日本整個社會滿目瘡痍，到處充斥著疾病、失業等灰色負面的狀況。貧困卻時常酗酒的醫生真田某日遇到黑道小頭目松永上門求助治療槍傷，發現松永患有肺結核。他希望救回松永的命，但因療程需要戒酒、戒菸、戒女人，桀驁不遜的松永並不太配合。
松永昔日的老大岡田甫出獄，便迅速取代其地位，非但吸引松永的同居人舞女奈奈江，也拿回松永的權力。後來岡田發現舊情人美代在貧民區醫生真田的診所裡當助手，找上門想帶回美代，重新過生活的美代當然不肯。為了報復和幫助美代脫離糾纏，已病入膏肓的松永決心找岡田決鬥，兩人在佈滿油漆的地板上毫無章法、滑稽至極地亂鬥，最後松永被刺死。

## 演員
- 真田：志村喬
- 松永：三船敏郎
- 岡田：山本禮三郎
- 奈奈江：木暮實千代
- 美代：中北千枝子（原本預定由折原啟子擔綱，但因病而換角）
- 阿銀：千石規子
- 歌女：笠置靜子
- 高濱：進藤英太郎
- 親分：清水將夫
- 水手服少女：久我美子
- 婆婆：飯田蝶子
- 親戚：殿山泰司
- 彈吉他者：堺左千夫
- 黑道部下A：谷晃
- 黑道部下B：大村千吉
- 花店老闆：河崎堅男
- 花店女店員：木匠久美子
- 舞者A：川久保敏子
- 舞者B：登山晴子
- 舞者C：南部幸枝
- 大姐頭：城木紫羅蘭

## 拍攝製作人員
- 製作：本木莊二郎
- 導演：黑澤明
- 脚本：植草圭之助、黑澤明
- 攝影：伊藤武夫
- 音樂：早坂文雄
- 吉他演奏：伊藤翁介
- 演奏：東寶交響樂團
- 美術：松山崇
- 錄音：小沼渡
- 演出助理：小林恆夫
- 燈光：吉澤欣三
- 音響效果：三繩一郎
- 剪接：河野秋和
- 底片沖洗：東寶底片實驗部
- 特殊效果：東寶特殊技術部

## 主題曲
- 《Jungle Boogie（日语：ジャングルブギ）》作詞：黑澤明、作曲：服部良一、演唱：笠置靜子

## 逸聞
日本另一著名導演今村昌平看完《酩酊天使》後深受感動，本想成為黑澤明的學生，卻成了小津安二郎的學生。另外，後來和三船敏郎同樣成為東寶之星的鶴田浩二，當他還是地方劇團團員時，看完三船在此部電影的優秀演出後覺得咬牙切齒。另一位佐藤允則是欣賞完此部電影，立志成為演員。

## 內部連結
- 結核

## 外部連結
- （英文）IMDb: Drunken Angel （页面存档备份，存于）